# Bogusław Stanisławski
Bogusław Wacław Stanisławski (ur. 18 czerwca 1930 w Warszawie, zm. 12 września 2019 w Pruszkowie) – polski działacz społeczny zajmujący się prawami człowieka, inicjator i członek władz organizacji pozarządowych, prezes Amnesty International Polska w latach 1999–2001.

## Życiorys
Syn Czesława i Haliny. Ukończył anglistykę na Uniwersytecie Warszawskim, pracował w zawodzie do czasu przejścia na emeryturę. W latach 80. działał w opozycji demokratycznej w ramach „Solidarności”. Współtworzył polski oddział Amnesty International, w latach 90. koordynował jego warszawskie struktury, a od 1999 do 2001 pełnił funkcję prezesa zarządu AI w Polsce. Od 2006 był związany z nowo powstałą Fundacją Inna Przestrzeń, pełnił funkcję przewodniczącego rady tej organizacji. Zajmował się głównie problematyką przestrzegania praw człowieka w Tybecie, m.in. w ramach tzw. Programu Tybetańskiego. Zasiadał też m.in. w radzie Fundacji Otwarty Dialog.
Pochowany na cmentarzu tworkowskim w Pruszkowie.

## Odznaczenia
W 2011 prezydent Bronisław Komorowski odznaczył go Krzyżem Komandorskim Orderu Odrodzenia Polski.